# اچ‌ام‌ای‌اس بنبری (جی۲۴۱)
اچ‌ام‌ای‌اس بنبری (جی۲۴۱) (به انگلیسی: HMAS Bunbury (J241)) یک کشتی بود که طول آن ۱۸۶ فوت (۵۷ متر) بود. این کشتی در سال ۱۹۴۲ ساخته شد.